# Asher Robbins
Asher Robbins, född 26 oktober 1757 i Wethersfield, Connecticut, död 25 februari 1845 i Newport, Rhode Island, var en amerikansk politiker. Han representerade delstaten Rhode Island i USA:s senat 1825-1839.
Robbins utexaminerades 1782 från Yale College. Han studerade sedan juridik och inledde 1792 sin karriär som advokat i Providence. Han flyttade 1795 till Newport.
Senator James De Wolf avgick 1825 och efterträddes av Robbins. Han omvaldes 1827 och 1833. Han var anhängare av John Quincy Adams och motståndare till Andrew Jackson. Robbins gick sedan med i det nybildade whigpartiet. Han efterträddes som senator av Nathan F. Dixon.
Robbins var postmästare i Newport från 1841 fram till sin död. Hans grav finns på Common Burial Ground i Newport.